# Manuel de Grau
Manuel de Grau i Rigolf (Reus, 1740 - Maspujols, 1827) va ser un militar i terratinent català, germà del jurista Marià de Grau.
El seu pare, Josep de Grau, s'instal·là a Reus en casar-se amb Gertrudis Rigolf el 1735, l'hereva del doctor en Dret Manuel Rigolf. Josep de Grau va ser catedràtic a la Universitat de Cervera del 1746 fins a la seva jubilació el 1776. Manuel de Grau seguí la carrera militar, i l'any 1786, quan era tinent del Regiment de Dragons de Sagunt, es casà amb Maria Engràcia de Pujol i de Rosselló, filla i hereva de Melcior de Pujol. Per haver-se casat amb la pubilla de Cal Pujol, va haver de fixar la residència al poble de Maspujols, cosa que no li va impedir ser alcalde de Reus el 1803 i 1804. L'historiador reusenc Andreu de Bofarull diu que en el seu mandat, caracteritzat per la manca de feina i per la desaparició quasi absoluta del comerç degut als conflictes amb Anglaterra, va organitzar un repartiment gratuït de pa a tota la població i va encetar una política d'obres públiques. Es va urbanitzar el Passeig del Seminari, avui Passeig de Mata, davant de l'edifici del Seminari de Reus, es va instal·lar una font a la Plaça del Castell i una altra a l'interior de l'església Prioral de sant Pere, i es va començar el trasllat del cementiri que fins llavors estava al Fossar Vell als terrenys espaiosos de davant de l'Ermita del Roser. Al cap d'uns anys, durant la Guerra del Francès va organitzar grups armats de resistència a l'invasor, que van actuar amb certa eficàcia a les serres de la Mussara i de Prades. Un fill seu, Josep de Grau i de Pujol, va prendre partit per l'infant Carles Maria Isidre de Borbó a la Primera Guerra Carlina, i organitzà, per defensar-lo, amb els seus jornalers i altres veïns de Maspujols, una partida que després d'anar uns mesos pel seu compte, es va unir a la comandada per Llarg de Copons.